# Thorunna daniellae
Thorunna daniellae is een zeenaaktslak die behoort tot de familie van de Chromodorididae. Deze slak komt voor in de Grote Oceaan, van Hawaï tot de oostkust van Australië, en in de Indische Oceaan, op een diepte van 5 tot 20 meter.
De slak is paars gekleurd, met een lichtblauwe tot violette mantelrand. Over de rug lopen 2 dorsale dunne paarse lijnen. De kieuwen en de rinoforen zijn oranje met een lichtpaarse basis. Ze wordt, als ze volwassen is, zo'n 15 mm lang. Ze voeden zich met sponzen.